# Vernier
Vernier – szwajcarskie miasto i gmina (fr. commune; niem. Gemeinde) w kantonie Genewa. W mieście stoją dwa najwyższe budynki kantonu oraz jeden z najdłuższych budynków mieszkalnych Europy, którego długość wynosi 1 060 m.

## Demografia
W Vernier mieszka 34 898 osób. W 2020 roku 44,2% populacji gminy stanowiły osoby urodzone poza Szwajcarią.

## Transport
Przez teren miasta przebiegają autostrada A1 oraz drogi główne nr 101, nr 104, nr 107 i nr 109.